# Robert C. Wright
Pour les articles homonymes, voir Wright.
Robert Craig Wright, né 25 septembre 1914 à Daytona Beach et mort le 27 juillet 2005 à Miami, est un compositeur et parolier américain.
Il est surtout connu pour la comédie musicale et le film musical de Broadway Kismet, pour lequel, avec son partenaire George Forrest, il a adapté des thèmes d'Alexandre Borodine et ajouté des paroles. Kismet est l'une des nombreuses créations de Wright et Forrest commandées par l'impresario Edwin Lester (en) pour le Los Angeles Civic Light Opera (en). Song of Norway, Gypsy Lady, Magdalena et leur adaptation de The Great Waltz ont également été commandés par Lester pour le LACLO. Le LACLO a transmis la plupart de ces productions à Broadway.
Wright et Forrest avaient une affinité pour adapter des thèmes de musique classique et ajouter des paroles à ces thèmes pour Hollywood et la scène musicale de Broadway. Wright a déclaré que la musique était généralement une « collaboration » 50-50 entre Wright et Forrest et le compositeur. Forrest et Wright ont remporté un Tony Award pour leur travail sur Kismet et, en 1995, ont reçu un ASCAP Foundation Richard Rodgers Award (en).